# Philip Vischjager
Philip Vischjager (Rotterdam, 27 oktober 1958) is een Nederlandse backgammonspeler. In 2006 werd hij wereldkampioen in dit bordspel.
Hij is geboren in Rotterdam, maar verhuisde op 2-jarige leeftijd naar Amsterdam. In 1975 leerde hij backgammon spelen. In 2001 begon hij dit spel intensief tegen de computer te trainen. Hij had geen eigen trainer, maar leerde veel van sterke spelers. Sindsdien werd hij ook vaak gezien bij verschillende Nederlandse wedstrijden. In de periode 2001-2005 won hij tweemaal het Dutch Open en het Amsterdam Open en behaalde driemaal de finale. In 2006 won hij in het Fairmont Grand Hotel in Monte Carlo het 31e wereldkampioenschap backgammon. Hij won de eindstrijd met 25-23 van de Italiaan Luigi Villa en verdiende hiermee 75.000 euro.
Tijdens en na zijn studie commerciële economie aan de Hogere Economisch School te Amsterdam opende Philip met zijn broer Raymond enkele kledingwinkels in  Amsterdam, Rotterdam, Den Haag en Utrecht. In de jaren negentig groeide dit uit tot tien kledingzaken in grote Nederlandse steden. In 2002 kromp hij dit terug en had zo meer tijd voor backgammon. Hij is vervolgens als vastgoedondernemer verdergegaan.
Hij is getrouwd, heeft twee kinderen en woont in Amsterdam.